# Louis-Marcel de Coëtlogon-Méjusseaume
Louis-Marcel de Coëtlogon-Méjusseaume (* etwa 1648 in Rennes, Königreich Frankreich; † 18. April 1707 in Tournai, Königreich Frankreich) war ein französischer römisch-katholischer Bischof.

## Leben
Louis-Marcel de Coëtlogon stammte aus dem Haus Coëtlogon, einer alten bretonischen Adelsfamilie. Sein Vater, René de Coëtlogon, Marquis de Coëtlogon und Vizegraf von Mejusseaume (1624–1683), war Conseiller d’État, Generalleutnant von König Ludwig XIV. in der Oberbretagne und 1657 Gouverneur von Rennes. Seine Mutter Philippe de Coëtlogon, war Cousine ihres Mannes und Erbin der Markgrafschaft.
De Coëtlogon erwarb an der Universität von Paris (Sorbonne) den Doktor der Theologie und wurde danach Generalvikar in Quimper. Später wurde er Abt von Begard und Kommendatarprior von Saint-Martin de Josselin.
Am 6. September 1680 wurde er zum Bischof von Saint-Brieuc erwählt. Papst Innozenz XI. bestätigte ihn erst am 1. September 1681, da de Coëtlogon erkrankt war. Am 14. Dezember 1681 weihte François Harlay de Champvallon ihn in der Jesuitenkapelle in der Rue Saint-Antoine zum Bischof. Mitkonsekratoren waren Sébastien de Guémadeuc, Bischof von Saint-Malo, und François-Ignace de Baglion du Saillant CO, Bischof von Tréguier. Am 11. April 1705 wurde er zum Bischof von Tournai erwählt. Am 7. September 1705 ernannte Papst Clemens XI. ihn zum Bischof von Tournai. Zuvor war er als Bischof von Saint-Brieuc zurückgetreten. Nach seinem Tod wurde er in der Kathedrale Notre-Dame in Tournai beigesetzt.